# Cementerio General de Concepción
El Cementerio General de Concepción es un camposanto ubicado en la comuna chilena de Concepción, de la ciudad del Gran Concepción, Región del Biobío. Se ubica en calle Rodolfo Briceño 1995, en el sector Lorenzo Arenas, al oeste del cerro Chepe. Actualmente es administrada por la Corporación Social y Cultural de Concepción -SEMCO.

## Historia
Debido a la ley que prohibió la sepultación de los fallecidos en las iglesias en 1823, comenzó la idea de crear un cementerio para la creciente ciudad de Concepción. En 1844, la Municipalidad adquirió un solar, en lo que entonces era, las afueras de la ciudad, al oeste del cerro Chepe.
El 27 de febrero de 2010 el poderoso terremoto que asoló gran parte del país y con epicentro cercano a la ciudad logró destruir una importante parte del cementerio, aproximadamente el 91% quedó con daños o prácticamente destruido, entre ello mausoleos y tumbas de importantes personajes tanto para la ciudad, como para el país.
En la actualidad el terreno ocupado es de 20 hectáreas, quedando cerca de 40 hectáreas libres, ocupadas como parques para los visitantes, ciudadanos y turistas. Tiene alrededor de 14.450 sepulturas tanto en altura (mausoleos, 950) como bajo tierra (bóvedas, 13.400), y una cantidad de 50.000 personas enterradas. Además existe el llamado "cementerio israelita", donde los difuntos son colocados bajo tierra sin construcción alguna, la extensión de este es de 1.200 m². Por otra parte existen los llamados "nichos", lugares transitorios que van desde los 6 meses hasta, incluso, los 20 años, sin sobrepasarlos; son alrededor de 11.000. Por último se encuentran los llamados "Patios comunes", 12 en total, con una cantidad máxima de 10.000 difuntos.

## Personajes

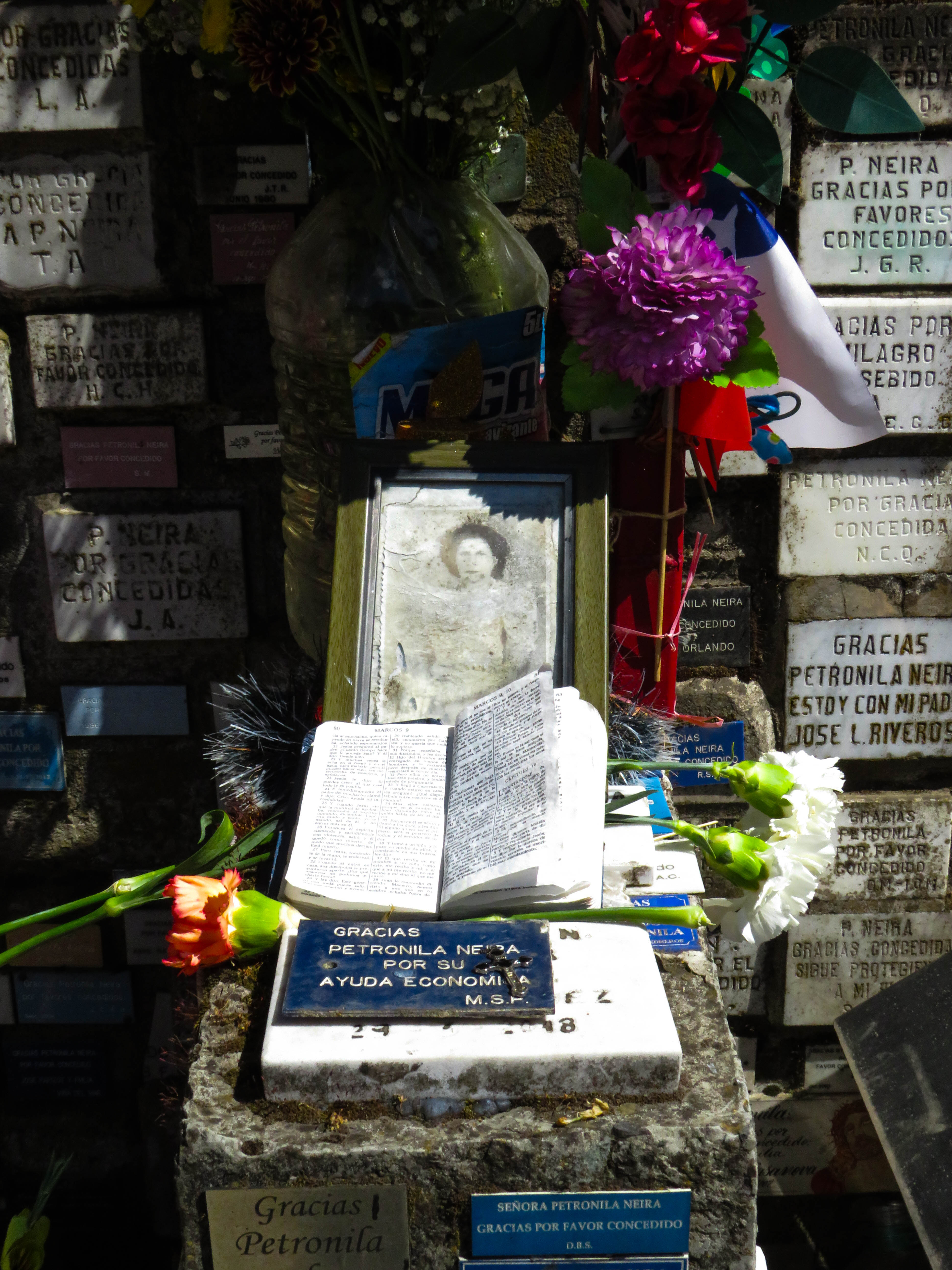
Animita de Petronila Neira, santa popular.

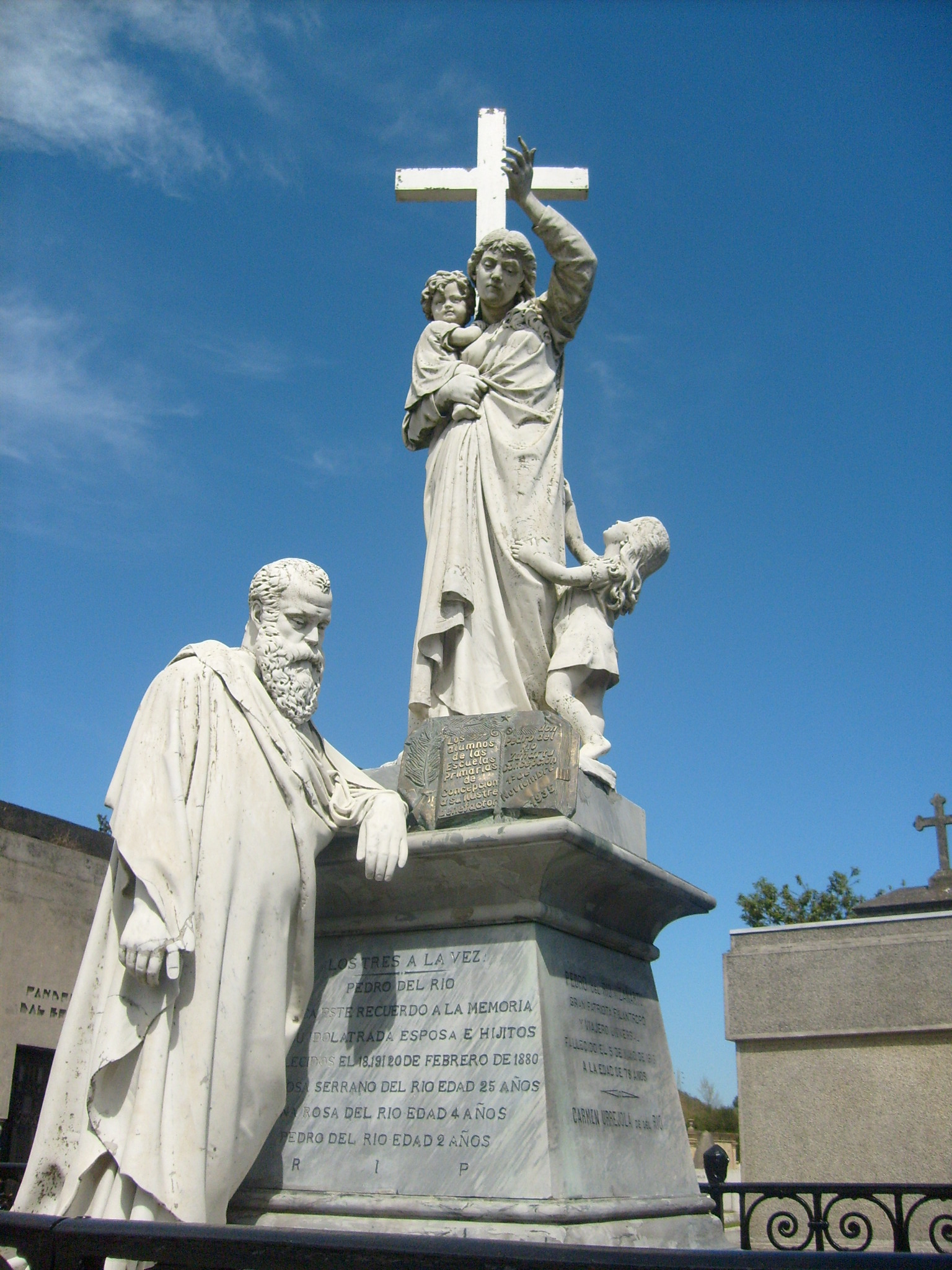
Tumba de la familia de Pedro Del Río Zañartu ubicada en el Camposanto. Allí yacen los cuerpos de su primera y segunda esposa, así como de sus dos hijos fallecidos prematuramente.

Algunos de los personajes destacados enterrados en el cementerio son los siguientes:
- Juan Martínez de Rozas (1813), Presidente de la Junta Nacional de Gobierno y Primer Presidente del Congreso Nacional.
- Juan de Dios Rivera, (1844), Intendente de Concepción y cofundador del Instituto Literiario de Concepción.
- Francisco de la Mata Linares (1847), Intendente de Concepción. y militar.
- Diego Elizondo Prado (1852), Presidente del Senado.
- José Alemparte Vial (1866), Intendente, Diputado y alcalde de Concepción.
- José de la Cruz Prieto (1875), Intendente y militar.
- Francisco Bulnes Prieto (1876), Intendente de Concepción.
- Rafael Valentín Valdivieso (1878), Arzobispo de Santiago.
- José Hipólito Salas (1883), Obispo de Concepción.
- Manuel Zañartu (1885), Coronel del Ejército.
- Carlos Castellón Larenas (1885), Ministro de Guerra y Marina, Intendente y Diputado de Concepción.
- Francisco de Paula (1889), Diputado.
- Francisco Massenlli Guarda (1899), Senador e Intendente de Concepción.
- Eulogio Altamirano Aracena (1903), Ministro, Senador y Diputado.
- Mariano Casanova (1908), Arzobispo de Santiago.
- Petronila Neira (1910), santa popular que fue asesinada y su tumba se convirtió en animita de cementerio.[4]
- Mariano Sánchez Fontecilla (1914), Ministro y senador.
- Pedro del Río Zañartu (1918), empresario y escritor.
- Guillermo Grant Benavente, (1960), Director del Hospital Regional de Concepción.
- Enrique Molina Garmendia, (1964), Fundador y primer Rector de la Universidad de Concepción.
- Carlos Keller (1974), político.